# Дуйґу Акшит Оал
Дуйґу Акшит Оал (тур. Duygu Akşit Oal; нар. 4 жовтня 1971) — колишня турецька тенісистка.
Найвищу одиночну позицію світового рейтингу — 580 місце досягла 9 жовтня 2010, парну — 357 місце — 7 липня 1997 року.
Здобула 4 парні титули туру ITF.
Завершила кар'єру 2003 року.

## Фінали ITF
| Турніри $50,000 |
| Турніри $25,000 |
| Турніри $10,000 |

### Одиночний розряд (0–1)
| Результат | Дата           | Місце              | Покриття | Суперниця               | Рахунок  |
| --------- | -------------- | ------------------ | -------- | ----------------------- | -------- |
| Поразка   | 13 серпня 2000 | Стамбул, Туреччина | Тверде   | Гульнара Фаттахетдінова | 0–6, 4–6 |

### Парний розряд (4–2)
| Результат | Дата           | Місце              | Покриття   | Партнерка          | Суперниці                                  | Рахунок       |
| --------- | -------------- | ------------------ | ---------- | ------------------ | ------------------------------------------ | ------------- |
| Поразка   | 28 серпня 1995 | Стамбул, Туреччина | Тверде     | Жофія Чапо         | Гелен Крук Вікторія Девіс                  | 4–6, 4–6      |
| Перемога  | 7 червня 1997  | Анталія, Туреччина | Тверде     | Ґюльберк Ґюльтекін | Бобоєдова Марія Євгенівна Анета Сукап      | w/o           |
| Поразка   | 15 серпня 1998 | Стамбул, Туреччина | Тверде     | Ґюльберк Ґюльтекін | Наталі Кахана Елені Даніліду               | 6–3, 3–6, 3–6 |
| Перемога  | 3 липня 1999   | Стамбул, Туреччина | Тверде     | Ґюльберк Ґюльтекін | Гульнара Фаттахетдінова Катерина Панюшкіна | 3–6, 6–2, 6–3 |
| Перемога  | 3 лютого 2001  | Стамбул, Туреччина | Тверде (i) | Олена Яришко       | Марія Кондратьєва Svetlana Mossiakova      | 6–1, 6–1      |
| Перемога  | 12 травня 2001 | Мерсін, Туреччина  | Ґрунт      | Олена Яришко       | Анжела Кардозо Ана Катаріна Ногейра        | 6–1, 6–4      |